# 中塚翠涛
中塚 翠涛（なかつか すいとう、女性、1979年7月24日 - ）は、日本の書家、カリグラフィーデザイナー。パールダッシュ所属。

## 略歴
岡山県倉敷市出身。4歳から書道を学ぶ。大東文化大学文学部中国文学科卒業。
「中居正広のミになる図書館」（2013年3月まで「怪しい噂の集まる図書館」）のシリーズの一つ「美文字大辞典」のコーナーの講師として出演するようになってから、自著「30日できれいな字が書けるペン字練習帳」とそのシリーズはベストセラー著となった。
2016年12月、ルーブル美術館 Carrousel Du Louvreで開催されたフランス国民美術協会（ソシエテ・ナショナル・デ・ボザール）サロン展、「S.N.B.A金賞」および「審査員賞金賞」受賞。
2019年2月、パリ、Le Meurice（ホテル・ムーリス）にてexhibition "La Danse"を開催。2月14日にLe Meuriceでガストロノミー x カリグラフィーのバレンタイン・ディナーのプレートをデザイン。
2019年3月、パリ、Galerie Xavier Eeckhoutにてexhibition "MUSIQUE"を開催。

## 著書
- 30日できれいな字が書けるペン字練習帳（宝島社） 2009年12月 ISBN 978-4-7966-7469-0
- 30日できれいな字が書ける大人のペン字練習帳（宝島社） 2010年12月 ISBN 978-4-7966-7745-5
- めざせ内定!!のためのペン字練習帖（小学館） 2011年6月 ISBN 978-4-0910-3624-7
- 一筆添える言葉が、きれいな字で書ける本（中経出版） 2011年9月 ISBN 978-4-8061-4182-2
- 30日でくせ字がきれいになおるペン字練習帳（宝島社） 2011年12月 ISBN 978-4-7966-8363-0
- なぞり書き式美しい手紙が書ける練習帖（朝日新聞出版）  2012年6月 ISBN 978-4-0225-0964-2
- 美文字のすすめ（セブン&アイ出版）2012年11月 ISBN 978-4-8600-8614-5
- 30日できれいな字が書ける筆ペン字練習帳（宝島社） 2012年11月 ISBN 978-4-7966-9594-7
- 30日できれいな字が書けるペン字練習帳 ♪童謡で楽しくつづる（宝島社） 2012年12月 ISBN 978-4-8002-0302-1

## 書道監修・制作
- SPEC〜警視庁公安部公安第五課 未詳事件特別対策係事件簿〜（2010年 - 2013年） - 戸田恵梨香が演じる主人公・当麻紗綾がドラマ内で書く書の制作、および書くシーンのボディダブルを全シリーズにわたって担当[3]。
- 中居正広のミになる図書館（2011年 - ） - この番組で行われている「ミになる美文字大辞典」で出演者の文字の採点、美しく書くためのアドバイスを担当。
- 戦国疾風伝 二人の軍師 秀吉に天下を獲らせた男たち（2011年、テレビ東京） - 題字
- 武士の献立（映画、2013年） - 題字
- 龍が如く 維新! 龍が如く0 誓いの場所 - 作中の筆文字
- 神の舌を持つ男（2016年） - 題字[4]
- SICK'S 恕乃抄 〜内閣情報調査室特務事項専従係事件簿〜（2018年） - 題字、作中の筆文字（第5話）
- 大河ドラマ 麒麟がくる（2020年） - 題字